# Єршов (село)
Єршо́в — село в Україні, у Семенівській міській громаді Новгород-Сіверського району Чернігівської області. Населення становить 22 особи. До 2020 року орган місцевого самоврядування — Жадівська сільська рада.

## Історія
12 червня 2020 року, відповідно до Розпорядження Кабінету Міністрів України № 730-р «Про визначення адміністративних центрів та затвердження територій територіальних громад Чернігівської області», увійшло до складу Семенівської міської громади.
19 липня 2020 року внаслідок адміністративно-територіальної реформи та ліквідації Семенівського району, село увійшло до Новгород-Сіверського району.
Рішенням Національної комісії зі стандартів державної мови від 22 червня 2023 року Єршов (село) віднесено до списку населених пунктів, які можуть не відповідати лексичним нормам української мови, зокрема стосуватися російської імперської політики (російської колоніальної політики). Громаді рекомендовано обґрунтувати доцільність збереження поточної назви або запропонувати нову назву в установленому законодавством порядку.